# Walter Courvoisier

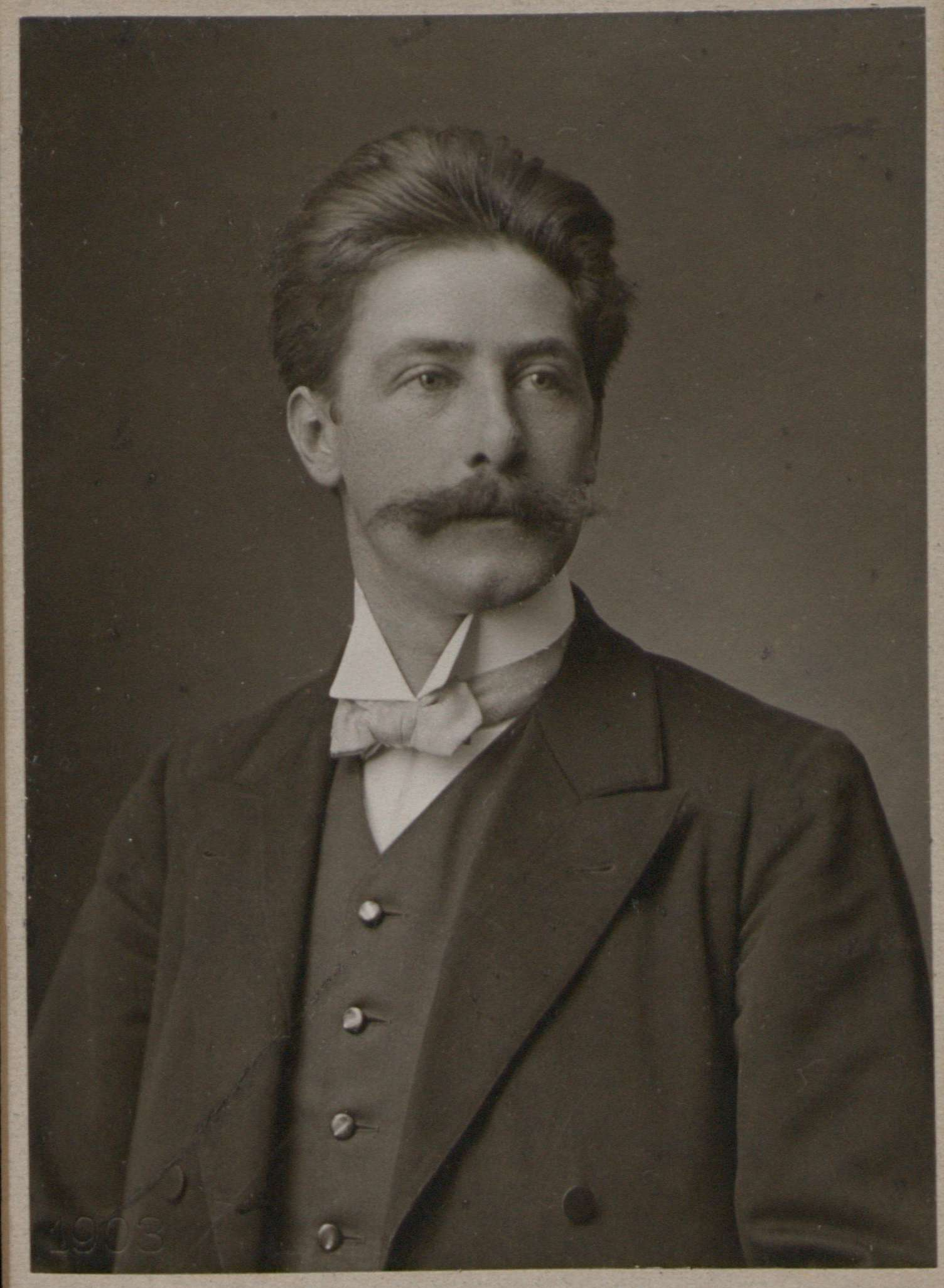
Walter Courvoisier (etwa 1903)

Walter Courvoisier (* 7. Februar 1875 in Riehen; † 27. Dezember 1931 in Locarno) war ein Schweizer Komponist, Musikpädagoge und Arzt.

## Leben
Walter Courvoisier war ein Sohn des Chirurgen Ludwig Georg Courvoisier (1843–1918) und von dessen Ehefrau Leopoldine geb. Sachs (1849–1905). Über seine Mutter, eine angeheiratete Nichte Moritz von Schwinds, war er mit Friedrich Klose verwandt, der später ebenfalls in München Komposition unterrichtete. Courvoisier wuchs ab 1883 in Basel auf. Dort war er kurzzeitig Klavierschüler von Selmar Bagge. Auf Wunsch seines Vaters studierte er in Basel und Strassburg Medizin. 1899 erhielt er das Ärztediplom und wurde 1900 mit einer Studie über Prostatakrebs zum Doktor der Medizin promoviert. Anschliessend praktizierte er bis 1902 als Assistenzarzt an der Basler chirurgischen Klinik. 
Erste Kompositionen hatte Courvoisier bereits während seiner Zeit als Mediziner verfasst. 1902 begann er auf Empfehlung Hans Hubers ein geregeltes Musikstudium bei Ludwig Thuille in München. Ab 1903 war Courvoisier selbst als Musikpädagoge in München tätig, zunächst als Privatlehrer, seit 1910 als Dozent für Harmonie, allgemeine Musiklehre und Gehörbildung an der Münchner Akademie der Tonkunst. 1906 und 1907 dirigierte er mehrere Konzerte des Kaim-Orchesters. 1921 wurde er an der Akademie zum ausserordentlichen Professor, 1924 zum ordentlichen Professor für Komposition ernannt. Er starb 1931 bei einem Kuraufenthalt in der Schweiz an Tuberkulose.
Walter Courvoisier war seit 1909 mit Hedwig Thuille (1890–1964), der Tochter seines Lehrers, verheiratet. 

## Kompositionen

### Opern
- Lanzelot und Elaine, Musikdrama in vier Aufzügen op. 25; Libretto: Berta Thiersch, Pseudonym «Walter Bergh»  (1910–12, UA München 1917)
- Die Krähen, Lustspiel in einem Aufzug op. 30; Libretto: Alois Wohlmuth (1919/1920, UA München 1920)
- Der Sünde Zauberei, Oper in einem Vorspiel und zwei Bildern op. 32[1]; Libretto: Joseph von Eichendorff nach Pedro Calderón de la Barca (1929, unaufgeführt) online

### Vokalwerke
- Die Muse, für Bariton und Orchester op. 4; nach Heinrich Leuthold (1903)
- Gruppe aus dem Tartarus, Ballade für gemischten Chor und Orchester op. 5; nach Friedrich Schiller (1904)
- Der Dinurstrom, Ballade für gemischten Chor und Orchester op. 11; nach Wilhelm Hertz (1906)
- Das Schlachtschiff Téméraire (1796), Ballade für Männerchor und Orchester op. 12; nach Detlev von Liliencron (1906)
- Auferstehung (früherer Titel: Totenfeier), Kantate für vier Soli, gemischten Chor und Orchester op. 26; nach Worten der Bibel, bearbeitet von Alfred Bertholet (1915)
- Drei Chöre a cappella op. 33; nach Joseph von Eichendorff (1931)
- Fünf Gesänge für gemischten Chor a cappella op. 34 (1931)

### Lieder mit Klavierbegleitung
- Sechs Lieder für tiefe Stimme op. 1 (1903)
- Sieben Lieder op. 2 (1903)
- Acht Gedichte von Anna Ritter op. 3 (1903)
- Sechs Lieder op. 6 (1904)
- Fünf Lieder für tiefe Stimme op. 7 (1904)
- Sieben Gedichte von Peter Cornelius op. 8 (1905)
- Sechs Gedichte von Theodor Storm op. 9 (1905)
- Zwei Gedichte von Theodor Storm, Vier Gedichte von Klaus Groth op. 13 (1906)
- Fünf Gedichte von Wilhelm Hertz op. 14 (1903/04)
- Drei Gedichte von Emanuel Geibel op. 15 (1906)
- Fünf Gedichte von Friedrich Hebbel op. 16 (1907/08)
- Fünf Gedichte von Peter Cornelius op. 17 (1908)
- Zwei Sonette von Michelangelo und altitalienisches Sonett op. 18 (1906/08)
- Sieben Gedichte von Emanuel Geibel op. 19 (1906/08)
- Sieben alte deutsche Gedichte op. 23 (1909/10)
- Gedichte von Hermann Hesse op. 24 (1917, nach 1929)
- Geistliche Lieder in fünf Bänden op. 27 (1917–1919)
- Kleine Lieder zu Kinderreimen in vier Bänden op. 28 (1916–1919)
- Lieder auf alte Deutsche Gedichte op. 29 (1912/14, 1920–1925)

### Instrumentalwerke
- Klaviertrio oop. (1902)
- Sinfonischer Prolog zu Carl Spittelers Olympischer Frühling für Orchester op. 10 (1905)
- Passacaglia und Fuge b-Moll für Klavier op. 20 (1908/1909)
- Variationen und Fuge über ein eigenes Thema Es-Dur für Klavier op. 21 (1909)
- Variationen über ein eigenes Thema D-Dur für Klavier op. 22 (1909)
- Festouvertüre für Orchester (1920er)
- Sechs Suiten für Violine solo op. 31 (1921/1922)
- Langsamer Satz für Streichquartett oop. (1921/1922)
- Zwei Suiten für Violoncello solo [op. 32] (1921)[1]
- 2 Sonatinen für Klavier oop. (1922)[2]

## Schriften

### Veröffentlichungen zur Musik
- Robert Schumann: Frauenliebe und -leben. Mit einem Vorwort von Walter Courvoisier. Drei Masken Verlag, München 1921.
- Walter Courvoisier: [unbetitelter Vortrag], in: Kampf um München als Kulturzentrum. Sechs Vorträge von Thomas Mann, Heinrich Mann, Leo Weismantel, Willy Geiger, Walter Courvoisier und Paul Renner. Richard Pflaum, München 1926, S. 35–41.
- Rudolf Louis, Ludwig Thuille: Harmonielehre, Neubearbeitung von Walter Courvoisier, Richard G’schrey, Gustav Geierhaas und Karl Blessinger. Ernst Klett Verlag, Stuttgart 1933.

### Veröffentlichungen zur Medizin
- Das Prostatacarcinom. Inaugural-Dissertation zur Erlangung der Doktorwürde der Hohen medizinischen Fakultät der Universität Basel. M. Werner-Riehm, Basel 1901.
- Über einige operativ behandelte Fälle von Obstruction des Darmlumens. In: Archiv für klinische Chirurgie. Bd. 66, 1902, S. 448–477.

## Schüler
- Dora Pejačević (1885–1923), Komponistin
- Max Butting (1888–1976), Komponist
- Gerhart von Westerman (1894–1963), Komponist und Intendant
- Robert Gerhard (1896–1970), Komponist
- Paul Ben-Haim (1897–1984), Komponist, Dirigent
- Albert Moeschinger (1897–1985)
- Walter Simon Huber (1898–1978), Musiklehrer, Organist und Chorleiter
- Willy Burkhard (1900–1955), Komponist
- Hermann Reutter (1900–1985), Komponist, Pianist
- Franz Rupp (1901–1992), Pianist und Begleiter
- Hans Haug (1900–1967), Komponist, Dirigent, Pianist
- Heinrich Sutermeister (1910–1995), Komponist